# Document DB
Amazon Document DB یک سرویس پایگاه داده NoSQL اختصاصی مدیریت شده است که از ساختار داده های اسنادی که مقداری سازگاری با نسخهی 6/3 Mongo DB ( که توسط Mongo DB در سال 2017 منتشر شده است) وMongo  در نسخه 4 ( که در سال 2018 توسط Mongo DB منتشر شده است)،  حمایت میکند. به عنوان یک پایگاه دادهی اسنادیDB  Amazon Document می تواند داده های JSON را ذخیره، جست و جو و  فهرست بندی کند. این ویژگی در وب سرویس Amazon موجود است. 

## ویژگی‌های اصلی
این پایگاه داده اسناد را به صورت محلی به صورت داده های JSON را ذخیره میکند. این خاصیت می تواند شاخص های تک فیلدی، ترکیبی و چند کلیدی را برای بهبود عملکرد الگوهای جست و جو  ایجاد کند. همچنین کاربران می‌توانند در هر زمانی فهرست‌های جدید را حذف یا ایجاد کنند. 

DocumentDB پیشرفتی برای سیستم داده های ارتباطی Amazon Aurora به ویژه نسخه‌ی سازگار با PostgreSQ بود. معماری آن فضای ذخیره‌سازی و محاسباتی را جدا می‌کند، بنابراین هر لایه میتواند به طور مستقل مقیاس شود، اگرچه سیستم به یک اصل قابل نوشتن (نوشتاری) محدود شده است.B Amazon DocumentD ، از طریق Aurora PostgreSQL، از موتور ذخیره سازی Aurora ، که در ابتدا برای پایگاه داده رابطه ای MySQL ساخته شده بود، ا ستفاده می کند. این موتور ذخیره‌سازی توزیع‌شده، مقاوم در برابر خطا، خود ترمیم‌شونده و بادوام  است که آن را  با تکثیر داده‌ها به شش روش در سه منطقه دسترسی AWS (AZs) حفظ می‌کند. پایگاه‌های داده آمازون DocumentDB نمی‌توانند مناطق AWS یا ارائه‌دهندگان ابری  را پوشش دهد  و همچنین Amazon DocumentDB  را هم نمی‌تواند در محل اجرا کند.  این سیستم می تواند تا 15 کپی قابل خواندن  با تأخیر کم (low-latency) را پشتیبانی کند و به طور مداوم از تمام تغییرات Amazon S3 نسخه پشتیبان تهیه کند.